# اسطوره‌شناسی (فیلم)
«اسطوره‌شناسی» (انگلیسی: Mythos) یک فیلم مستند سه قسمتی است که تعدادی از سخنرانی‌های جوزف کمبل اسطوره‌شناس آمریکایی را در شش سال پایانی عمرش پوشش می‌دهد.